# Vreemd lichaam (boek)
Vreemd Lichaam (oorspronkelijke Engelse titel: Foreign Body) is een boek geschreven door de Amerikaanse schrijver Robin Cook.

## Verhaal
Een boek in de serie over forensisch pathologen Jack Stapleton en Laura Montgomery, ditmaal over medisch toerisme naar India.
Cal Morgan, een ambitieuze zakenman, werkt bij een van de grootste particuliere zorginstellingen van de VS met ziekenhuizen en klinieken in het hele land. Maar voordat hij daar de top kan bereiken, zal hij moeten bewijzen dat hij het medisch toerisme, de uitstroom van patiënten naar India, een halt kan toeroepen. Hij richt daarom de organisatie Nurses International op en werft in India jonge en intelligente mensen om hen op te leiden tot verpleegkundigen. De mooie jonge Veena Chandra is een van hen. Net als de anderen is Veena een gouden toekomst beloofd. Ze werkt hard om ooit naar de VS te kunnen vertrekken, ver weg van haar dominante en gewelddadige vader. Daar heeft ze alles voor over. Zelfs als Cal haar vraagt om de gegevens van een Amerikaanse medische toeriste te stelen en haar een injectie toe te dienen.